# Суси, Кэт
Кэтрин Элейн Суси (англ. Katherine Elaine Soucie; род. 18 ноября 1953, Кливленд) — американская актриса озвучивания. В титрах часто указывается как Кэт Суси или Кэт Элеонор Суси.
Начала карьеру в 1979 году и продолжает работать до настоящего времени. Озвучила множество персонажей в мультфильмах и мультсериалах (в частности, производства компании Walt Disney), а также в видеоиграх.

## Озвучивание

### Мультсериалы
- 1973—1974 — Магия / The Magician — Mona, Angel
- 1981—1990 — Смурфы / Smurfs — Дополнительные голоса
- 1985—1988 — Jem — Ingrid Krueger, Minx
- 1985—1991 — Приключения мишек Гамми / Disney’s Adventures of the Gummi Bears — Принцесса Мари
- 1986—1991 — Настоящие охотники за привидениями / The Real Ghostbusters — Janine Melnitz
- 1988—1990 — Денвер — последний динозавр / Denver, the Last Dinosaur — Casey, Heather
- 1988—1990 — Лизун! И настоящие охотники за привидениями / Slimer! And the Real Ghostbusters — Janine Melnitz
- 1988—1990 — The Adventures of Raggedy Ann and Andy — Raggedy Cat
- 1989 — Прайд из Людей Икс / X-Men: Pryde of the X-Men — Китти Прайд
- 1989—1991 — Динозаврик Динк / Dink, the Little Dinosaur — Melodi, Mom
- 1990—1991 — Виджит спешит на помощь / Widget, the World Watcher — Kristine, Brian
- 1990—1991 — Чудеса на виражах / TaleSpin — Принцесса Лотта Ламур, Клементина
- 1990—1991 — Wake, Rattle, and Roll — Cindy Bear
- 1990—1992 — Нападение помидоров-убийц / Attack of the Killer Tomatoes: The Animated Series — Tara Boumdeay
- 1990—1992 — Том и Джерри в детстве / Tom & Jerry Kids — Babysiter
- 1990—1995 — Приключения мультяшек / Tiny Toon Adventures — Фифи ля Фьюм, малыш Чихун, Рода Квин (эпизод «Фокс Трот»), Марго Маллард (эпизод «The Acme Bowl»)
- 1990—1996 — Команда спасателей Капитана Планеты / Captain Planet and the Planeteers — Linka
- 1990—2004 — Ох, уж эти детки! / Rugrats — Фил и Лил Девиль, Бетти Девиль
- 1991 — Токсичные крестоносцы / Toxic Crusaders — Yvonne
- 1991 — Джеймс Бонд-младший / James Bond Jr.
- 1991—1992 — Чёрный Плащ / Darkwing Duck — Моргана МакАбр
- 1991—1992 — Space Cats — Yvette Meow, Lollipop
- 1991—1992 — Yo Yogi! — Cindy Bear, Secret Squirrel
- 1991—1999 — Little Dracula — Millicent, Mrs. Dracula
- 1992 — Raw Toonage — Girl
- 1992 — Super Dave: Daredevil for Hire
- 1992—1993 — Гуфи и его команда / Goof Troop — Дебби, кузина Макса
- 1992—1993 — Wild West C.O.W.-Boys of Moo Mesa — Carly
- 1992—1994 — Русалочка / The Little Mermaid — Атинна, Mrs. Clambakersfield, Sorcerer Blowfish
- 1992—н. в. — Crayon Shin-chan — Shin Nohara, Misae Nohara
- 1993—1994 — Mighty Max — Bea
- 1993—1994 — Sonic the Hedgehog — Принцесса Салли Акорн, Николь
- 1993—1995 — Два глупых пса / 2 Stupid Dogs — Martha, Granny Fanny, Youngest Daughter
- 1993—1995 — Коты быстрого реагирования / SWAT Kats: The Radical Squadron — Turmoil
- 1993—1996 — Мыши-байкеры с Марса / Biker Mice from Mars — Harley
- 1993—1995 — Розовая пантера (Мультсериал) / The Pink Panther — Thelma
- 1993—1998 — Озорные анимашки / Animaniacs — Фифи ля Фьюм
- 1994—1995 — Аладдин / Aladdin — Poor Village Mother
- 1994—1995 — Бетховен / Beethoven — Emily Newton
- 1994—1995 — Уличные акулы / Street Sharks — Ripster’s Mom
- 1994—1996 — Фантом 2040 / Phantom 2040 — Biot Guard
- 1994—1996 — The Hot Rod Dogs and Cool Car Cats — Spare Parts
- 1994—1997 — Гаргульи / Gargoyles — Cornelia Stallman, Maggie «the Cat» Reed, Orphelia, Princess Katherine, The Weird Sisters
- 1994—1997 — ААА!!! Настоящие монстры / Aaahh!!! Real Monsters — Dusty
- 1994—1997 — Duckman — Suzie
- 1994—2001 — Кинокритик / The Critic — Разные персонажи
- 1995—1996 — Детёныши джунглей / Jungle Cubs — Унифред
- 1995—1996 — Тупой и ещё тупее / Dumb and Dumber — Waitress
- 1995—1996 — Червяк Джим / Earthworm Jim — Princess What’s-Her-Name
- 1995—1997 — Маска / The Mask: The Animated Series — Evelyn, Dragon Lady
- 1995—1999 — Король лев: Тимон и Пумба / Timon & Pumbaa — Lara
- 1996 — Кряк-Бряк / Quack Pack — Дейзи Дак
- 1996—1997 — Гаргульи: Хроники Голиафа / Gargoyles: The Goliath Chronicles — Cornelia Stallman
- 1996—1997 — Малыш Бруно / Bruno the Kid — Grace
- 1996—1997 — Могучие утята / Mighty Ducks — Lucretia DeCoy
- 1996—1998 — Каспер — доброе привидение / The Spooktacular New Adventures of Casper — Kathleen «Kat» Harvey
- 1996—2000 — Приключения из книги добродетелей / Adventures from the Book of Virtues — Annie Redfeather, Aurora
- 1996—2003 — Лаборатория Декстера / Dexter’s Laboratory — Dexter’s Mother, Computer Voice, Agent Honeydew, Lee Lee
- 1996—2004 — Эй, Арнольд! / Hey Arnold! — Мириам Патаки, Мэрилин Берман
- 1997—1999 — 101 далматинец / 101 Dalmatians: The Series — Кнопка, Ролли, Анита
- 1997—1999 — Спаун / Todd McFarlane’s Spawn — Cyan
- 1997—2001 — Пеппер Энн / Pepper Ann — Cissy Rooney, Nicky’s Mom
- 1997—2001 — Переменка / Recess — Butch
- 1997—2004 — Джонни Браво / Johnny Bravo — Aunt Katie, Debbie Nemo, Inspector Gerard, Sheila, Unta, Mountie, Train Company Executive
- 1998 — Вторжение в Америку / Invasion America — Rita Carter, Sonia Leer
- 1998 — Toonsylvania — Ashley Deadman
- 1988—1991 — Щенок по кличке Скуби Ду / A Pup Named Scooby-Doo — Prestina
- 1998—1999 — Секретные материалы псов-шпионов / The Secret Files of the Spy Dogs — Collar Communicator Voice
- 1998—2005 — Суперкрошки / The Powerpuff Girls — Bubbles, Ms. Keane, Julie Smith, Maryanne Smith
- 1999—2000 — Майк, Лу и Ог / Mike, Lu & Og — Margery
- 1999—2002 — Кураж — трусливый пёс / Courage the Cowardly Dog — Little Muriel
- 1999—н. в. — Футурама / Futurama — Cubert Farnsworth, Kid at Pizzaria, Albert, Nina, Various Orphans, Michelle (пилотная серия)
- 2000 — God, the Devil and Bob — Andy Allman
- 2000—2002 — Бэби Блюз / Baby Blues — Rodney Bitterman, Megan Bitterman
- 2000—2002 — Клерки / Clerks: The Animated Series — Lady with the Dead Baby, Jay’s Granddaughter
- 2000—2002 — Приключения Базза Лайтера из звёздной команды / Buzz Lightyear of Star Command — Flon
- 2000—2003 — Как говорит Джинджер / As Told by Ginger — Blake
- 2000—2003 — Clifford the Big Red Dog — Jetta, Jetta’s Mom
- 2000—2004 — Static Shock — El Gata
- 2000—2004 — The Weekenders — Tish Katsufrakus
- 2001—2002 — Grim & Evil — Old Lady
- 2001—2003 — Легенда о Тарзане / The Legend of Tarzan
- 2001—2003 — Мышиный дом / Disney’s House of Mouse — Герцогиня, Фифи
- 2001—2003 — The Book of Pooh — Кенга
- 2001—2004 — Самурай Джек / Samurai Jack — Olivia
- 2001—2007 — Что с Энди? / What’s with Andy? — дополнительные голоса
- 2001—2008 — Totally Spies! — Stella, Jason Hightower, Toll, Shirley Rogers, Redhead Girl
- 2002 — Butt-Ugly Martians — Angela Young, Shaboom Shaboom
- 2002—2003 — Whatever Happened to… Robot Jones? — Robot’s Mom
- 2002—2005 — Что новенького, Скуби-Ду? / What’s New, Scooby-Doo? — Susan Dimwittie
- 2002—2006 — Близнецы Крамп / The Cramp Twins — Lucien Cramp
- 2002—2006 — Приключения Джимми Нейтрона / The Adventures of Jimmy Neutron: Boy Genius — Betty Quinlin
- 2002—2007 — Ким Пять-с-плюсом / Kim Possible — Kaitlin, Moopey Girl
- 2002—2009 — ChalkZone — Yadda Yadda Yeti
- 2003—2005 — Лило и Стич / Lilo & Stitch: The Series — Trick or Treater
- 2003—2006 — Clifford’s Puppy Days — Daffodil
- 2003—2006 — Duck Dodgers — Handmaiden
- 2003—2007 — Jakers! The Adventures of Piggley Winks — Millie, Missy Sue
- 2003—2008 — Детки подросли / All Grown Up! — Фил и Лил Девиль, Бетти Девиль
- 2003—2009 — Жизнь и приключения робота-подростка / My Life as a Teenage Robot — XJ-5
- 2004—2005 — Строкер и Хуп / Stroker and Hoop — Ashley Brittany, Brittany Ashley
- 2004—2006 — Чародейки / W.I.T.C.H. — Нерисса, Sandpit
- 2004—2006 — Justice League Unlimited — Little Boy
- 2004—2007 — Дэнни-призрак / Danny Phantom — Maddie Fenton, The Lunch Lady Ghost
- 2004—2008 — Бэтмен / The Batman — Mel Bramwel
- 2005—2006 — Суперпёс Крипто / Krypto the Superdog — Brainy Barker
- 2005—2007 — Жизнь и приключения Джунипер Ли / The Life and Times of Juniper Lee — Ray Ray
- 2005—2008 — Бен 10 / Ben 10 — Edwin Smith, Tiffany
- 2006—2009 — На замену / The Replacements — Агент Кей
- 2006—2011 — Умелец Мэнни / Handy Manny — Dusty
- 2006—н. в. — Любопытный Джордж / Curious George — Ada, Cayley
- 2007—2009 — Transformers Animated — Professor Princess
- 2007—2010 — Мои Друзья Тигруля и Винни / My Friends Tigger & Pooh — Кенга
- 2007—2010 — Чаудер / Chowder — Ms. Butterscotch
- 2008 — Искатели сокровищ / Ben & Izzy — Izzy
- 2008 — Famous 5: On the Case — Allie Campbell (серии 2-5)
- 2008—2009 — Новые приключения Человека-Паука / The Spectacular Spider-Man — Martha Connors
- 2008—2014 — Звёздные войны: Войны клонов / Star Wars: The Clone Wars — Мон Мотма
- 2010—2013 — Щенки из приюта 17 — Pound Puppies — Babette, Big Jane Tucker, Bulldog puppy
- 2010—н. в. — Скуби-Ду: Корпорация «Загадка» / Scooby-Doo! Mystery Incorporated — Nan Blake, Tourist
- 2010—2013 — Генератор Рекс / Generator Rex — Female Party Goer, Mouse
- 2010—2013 — Мэд / Mad — Magic Magic Marker Boy, Rainbow Dash, Starfire
- 2010—2013 — Юная Лига Справедливости / Young Justice — Joan Garrick, Lori Lemaris, Queen Mera
- 2014—н. в. — Звёздные войны: Повстанцы / Star Wars Rebels — Макет Туа, Майра Бриджер
- 2021—н. в. — Ох уж эти детки! / Rugrats — Фил и Лил Девиль

### Мультфильмы
- 1989 — Ведьмина служба доставки / Kiki’s Delivery Service — Мать Кики
- 1991 — Красавица и Чудовище / Beauty and the Beast — Девушка из деревни
- 1991 — Маленький отважный паровозик Тилли — The Little Engine That Could — Тилли, Мисси
- 1992 — Приключения мультяшек: Как я провёл каникулы / Tiny Toon Adventures: How I Spent My Vacation — Фифи ля Фьюм, Малыш Чихун, Маленькая Крокодила
- 1992 — Gramps — Alien Kid #1
- 1992 — It’s a Wonderful Tiny Toons Christmas Special — Малыш Чихун
- 1993 — A Flintstone Family Christmas — Elderly Woman
- 1993 — Hollyrock-a-Bye Baby — Pebbles Flintstone
- 1993 — Nick & Noel — Noel
- 1994 — Скуби-Ду и Ночи Шахерезады / Scooby-Doo in Arabian Nights
- 1994 — Edith Ann: Homeless Go Home
- 1994 — Tiny Toons Spring Break — Фифи ля Фьюм, дополнительные голоса
- 1995 — Гаргульи: Герои проснулись / Gargoyles: The Heroes Awaken — Princess Katherine
- 1995 — Дракончик Тилли / The Tale of Tillie’s Dragon — Tillie
- 1995 — Tiny Toon Adventures: Night Ghoulery — Фифи ля Фьюм, Малыш Чихун
- 1996 — Горбун из Нотр-Дама / The Hunchback of Notre Dame — дополнительный голос
- 1996 — Зигфрид и Рой / Siegfried & Roy: Masters of the Impossible — дополнительные голоса
- 1996 — Космический джем / Space Jam — Лола Банни
- 1996 — The Flintstones Christmas in Bedrock — Pebbles Flintstone-Rubble
- 1997 — Аннабелль / Annabelle’s Wish — Аннабелль
- 1997 — Духи Рождества / A Christmas Carol — Mrs. Cratchit
- 1997 — Красавица и чудовище: Чудесное Рождество / Beauty and the Beast: The Enchanted Christmas — Enchantress
- 1997 — A Rugrats Vacation — Фил и Лил Девиль, Бетти Девиль
- 1997 — The Online Adventures of Ozzie the Elf — Clover
- 1998 — Карапузы / The Rugrats Movie — Фил и Лил Девиль
- 1998 — Отважный маленький тостер: Путешествие на Марс / The Brave Little Toaster Goes to Mars — Tieselica
- 1998 — Покахонтас 2 / Pocahontas II: Journey to a New World — дополнительные голоса
- 1998 — The Wacky Adventures of Ronald McDonald: Scared Silly — Fry Kid #1
- 1999 — Олайв / Olive, the Other Reindeer
- 2000 — Карапузы в Париже / Rugrats in Paris: The Movie — Фил и Лил Девиль
- 2000 — Приключения Санта Клауса / The Life and Adventures of Santa Claus — Natalie Bessie Blithesome, Princess of Lerd, Little Mayrie
- 2000 — Приключения Тигрули / The Tigger Movie — Кенга
- 2000 — Неисправимый Гуфи / An Extremely Goofy Movie — Co-Ed
- 2000 — The Indescribable Nth — Otis
- 2000 — Tweety’s High-Flying Adventure — Лола Банни
- 2001 — Волшебное Рождество у Микки / Mickey’s Magical Christmas: Snowed in at the House of Mouse — Кенга
- 2001 — Каникулы: Прочь из школы / Recess: School’s Out — Counselor
- 2001 — Лебединая труба / The Trumpet of the Swan — Newscaster, Paramedic
- 2001 — Леди и Бродяга 2 / Lady and the Tramp II: Scamp’s Adventure — Колетта, Даниэлла
- 2002 — Арнольд! / Hey Arnold!: The Movie — Мириам Патаки, Мэрилин Берман
- 2002 — Питер Пэн 2: Возвращение в Нетландию / Return to Never Land — Венди
- 2002 — A Baby Blues Christmas Special — Rodney Bitterman, Megan Bitterman
- 2003 — 101 далматинец 2: Приключения Патча в Лондоне / 101 Dalmatians II: Patch’s London Adventure — Пердита
- 2003 — Аниматрица / The Animatrix — Pudgy, Masa, Sara
- 2003 — Большой фильм про Поросёнка / Piglet’s Big Movie — Кенга, Кристофер Робин (пение)
- 2003 — Карапузы встречаются с Торнберри / Rugrats Go Wild — Фил и Лил Девиль, Бетти Девиль
- 2003 — Ким Пять-с-плюсом: Борьба во времени / Kim Possible: A Sitch in Time — Pre-School Teacher, Mrs. Mahoney
- 2003 — Перемена: В плену у малышей / Recess: All Growed Down — Butch
- 2003 — The Fight for the Fox Box — Lucien Cramp
- 2004 — Большое кино Клиффорда / Clifford’s Really Big Movie — Jetta, Madison
- 2004 — Винни-Пух: Весенние денёчки с малышом Ру / Springtime with Roo — Кенга
- 2004 — Кенгуру Джекпот: Новые приключения / Kangaroo Jack: G’Day U.S.A.! — Jessie, Mrs. Sperling
- 2004 — Приключения Снеговика Фрости / The Legend of Frosty the Snowman — Tommy Tinkerton, Old Sara Simple
- 2005 — Винни и Слонотоп / Pooh’s Heffalump Movie — Кенга
- 2005 — Винни-Пух и Слонотоп: Хэллоуин / Pooh’s Heffalump Halloween Movie — Кенга
- 2005 — Похождения императора 2: Приключения Кронка / Kronk’s New Groove — дополнительные голоса
- 2005 — Стюарт Литтл 3: Зов природы / Stuart Little 3: Call of the Wild — Лесные животные
- 2006 — Бэмби 2 / Bambi II — дополнительный голос
- 2006 — Лис и охотничий пёс 2 / The Fox and the Hound 2 — Зельда
- 2006 — Любопытный Джордж / Curious George — Animal Control Receptionist
- 2007 — Новые приключения Золушки / Happily N’Ever After — Baby, Little Red Riding Hood, Stepsisters
- 2007 — Футурама: Большой куш Бендера / Futurama: Bender’s Big Score — Cubert Farnsworth
- 2007 — Хеллбой: Кровь и металл / Hellboy: Blood and Iron — Erzsebet Ondrushko
- 2007 — Pooh’s Super Sleuth Christmas Movie — Кенга
- 2008 — Мартышки в космосе / Space Chimps — Доктор Смосерс
- 2008 — Футурама: Игра Бендера / Futurama: Bender’s Game — Cubert Farnsworth
- 2009 — Зелёный Фонарь: Первый полёт / Green Lantern: First Flight — Arisia Rrab
- 2009 — Мои друзья Тигруля и Винни: Мюзикл волшебного леса / Tigger & Pooh and a Musical Too — Кенга
- 2010 — Том и Джерри: Шерлок Холмс / Tom & Jerry Meet Sherlock Holmes — Таффи
- 2010 — Jasper: A Christmas Caper — Joe
- 2011 — Jasper: A Precious Valentine — Joe
- 2011 — Том и Джерри и Волшебник из страны Оз / Tom and Jerry & The Wizard of Oz — Таффи
- 2011 — Jasper: A Turkey Tale — Joe, Belle
- 2012 — Back to the Sea — ShaoBao
- 2017 — Эй, Арнольд! Кино из джунглей / Hey Arnold! The Jungle Movie — Мириам

### Фильмы
- 1979 — Невероятное Путешествие Доктора Мэг Лорел / The Incredible Journey of Doctor Meg Laurel — Becca
- 1991—1999 — Большой ремонт / Home Improvement — Claire Taylor (озвучивание)
- 2002 — Санта-Клаус 2 / The Santa Clause 2 — Чет (озвучивание)
- 2013 — Я знаю этот голос / I Know That Voice — в роли себя